# William Ramsay, 5. Earl of Dalhousie
William Ramsay, 5. Earl of Dalhousie (* um 1679; † Oktober 1710 in Spanien) war ein schottisch-britischer Adliger, Offizier und Politiker.

## Familie und Titel
Ramsay wurde als zweiter Sohn von William Ramsay, 3. Earl of Dalhousie und dessen Frau Lady Mary Moore geboren. Er hatte zwei Brüder und eine Schwester. Mit dem Tod des Vaters im November 1682 gingen die erblichen Titel der Familie zunächst auf seinen älteren Bruder George Ramsay, 4. Earl of Dalhousie über. Mit dessen Tod 1696 übernahm Ramsay sowohl die Stellung als Familienoberhaupt als auch die Titel.
Da er im Oktober 1710 unverheiratet und kinderlos starb, erbte sein Onkel zweiten Grades, William Ramsay seine Adelstitel. Sein Vermögen erhielt dagegen seine Schwester Lady Elizabeth Ramsay († 1712), Gattin des Francis Hawley, 2. Baron Hawley.

## Beruflicher Werdegang
Nachdem er volljährig wurde, nahm er erstmals am 24. Oktober 1700 den mit seinem Adelstitel verbundenen Sitz im schottischen Parlament ein. Er war ein Unterstützer des Act of Union 1707. 1703 hatte Ramsay das Amt des Sheriffs von Edinburgh inne. Im schottischen Militär war er Colonel des Scottish Regiment of Footguards, als er 1704 mit seiner Einheit auf die Iberische Halbinsel entsandt wurde, um dort Karl VI. in seinem Kampf im spanischen Erbfolgekrieg zu unterstützen. Im Januar 1710 wurde Ramsay zum Brigadier-General befördert und verstarb im Oktober desselben Jahres.